# Líf y Lífthrasir

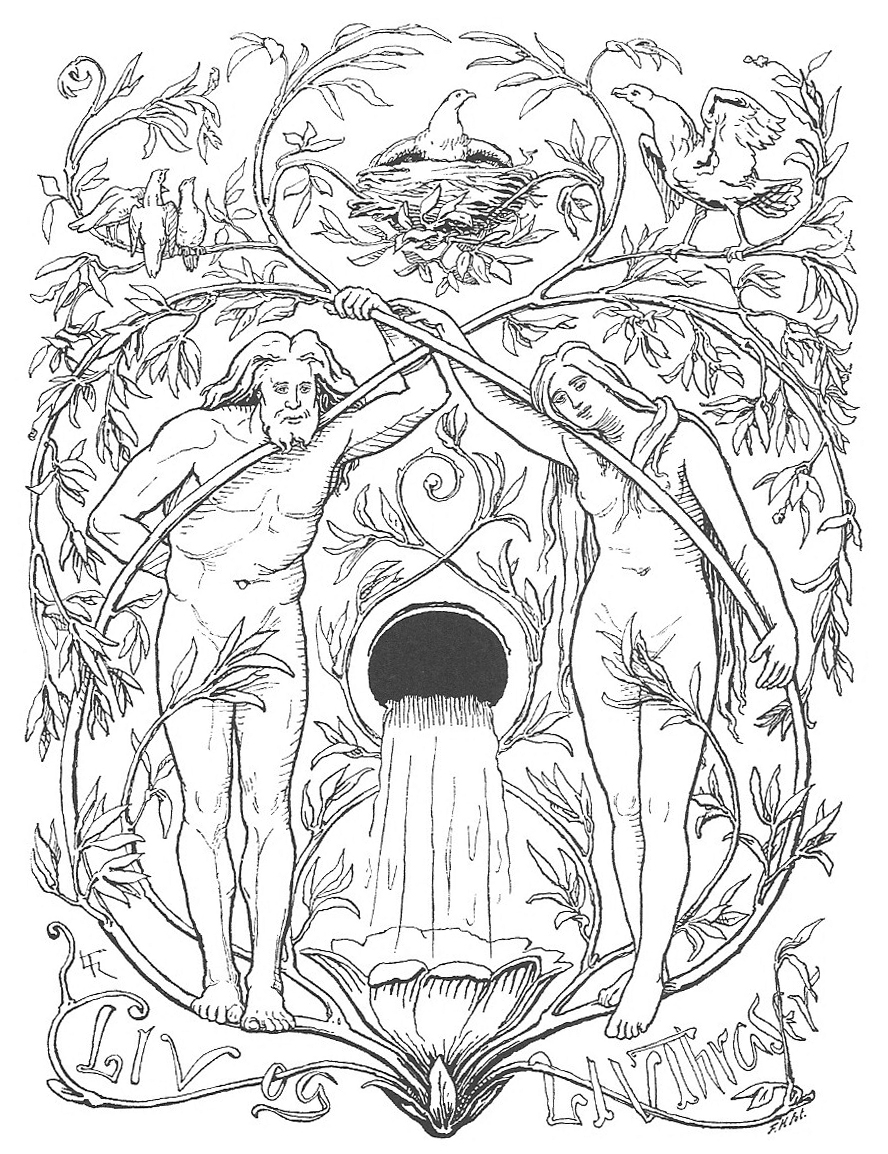
Un ejemplo de Lif y Lifthrasir (1895) por Lorenz Frølich.

En la mitología nórdica Líf y Lífthrasir (nórdico antiguo Líf ok Lífþrasir, ambas palabras relacionadas con "vida") son la única pareja de humanos que sobrevivirán al Ragnarök y repoblarán el mundo. Juntos, adorarán su nuevo panteón de dioses, gobernado por Baldr.
Son dos seres humanos, que continuarán y comenzarán la nueva humanidad, escapando a la destrucción del mundo ocultándose profundamente dentro de la madera del Yggdrasil -algunos dicen que en el Bosque de Hodmímir - donde la espada de Surt no tiene poder de destrucción.